# Mr.釣りどれん
『Mr.釣りどれん』（ミスター・つりどれん）は、とだ勝之による日本の漫画作品。『月刊少年マガジン』（講談社）にて、1996年8月号から2002年3月号まで連載された。単行本は全17巻。登場人物・場所をはじめパロディ要素が強い。2011年にその後を書いた作者本人による同人誌「Mr.釣りどれんEX」が発表され、『月刊少年マガジン』の同年7月号には海釣りがテーマの「Mr.釣りどれん・海」、2012年8月号にはその第2話が掲載された。2025年に『月刊少年マガジン』が創刊50周年を迎え、読み切りリレー連載の1作として『あきら翔ぶ!!』とのコラボ漫画『転生釣りどれん翔ぶ』が2025年1月号に掲載された。

## 作品概要
千葉県立あみこ高校に転校してきた日和湖一。バスケット部に入ろうと思っていたのにうっかりバスゲット部（BASSGET CLUB）へ入部してしまう。作品中には釣り漫画らしく、釣りのテクニックの解説も多いが、連載当時の時事問題や芸能ネタのパロディが多い。本作品では長寿連載における「連載の進行とともにおこる登場人物たちの進学や成長、加齢についての問題」を主要メンバーを何年か「高校留年」させることで解消している。

## 用語
釣りどれん
要するに釣りが好きな釣人のこと。連載開始当時国民的バンドへの階段を登りつつあったMr.Childrenのもじりである。
千葉県立あみこ高校
主人公たちが通う高校。
バスゲット部（BASSGET CLUB）
本栖釣太が設立し、代表を務める同好会。正式な部ではない。転校早々主人公がバスケット部と間違って入部。物語が始まる。
貝沢釣具店
貝沢潮が経営する釣具店。店の裏にはブラックバスがいる池がある。
ランディーサイズ
通常のバスフィッシングではとりわけ大きなサイズのバスを「ランカーバス」「ランカーサイズ」というが、この作品では「ランディーバス」「ランディーサイズ」と呼ぶ。元ネタは阪神タイガースの強打者、ランディ・バース。

## 登場人物
日和湖一（ひわ こういち）
主人公。毎度毎度ちょー太にまきこまれて波乱万丈の釣り生活を送る初登場時千葉県立あみこ高校1年生の少年。一人称は「僕」。名前の由来は琵琶湖。作中では「コーイチ」と呼ばれることが多い。
『EX編』での出演
26歳。
本栖釣太（もとす ちょうた）
コーイチのクラスメイトの少年。準主役。生粋の釣りどれん。一人称は「俺」。森羅万象全てのことを釣り中心に考える。BASSGET CLUBを部に昇格させるため、生物部乗っ取り計画を推進中。幼馴染のかすみに少し思いを寄せている。本栖湖が名前の由来。作中では「ちょー太」と呼ばれることが多い。
北浦かすみ（きたうら かすみ）
コーイチやちょー太のクラスメイトの少女。一人称は「アタシ」。ヒロイン。コーイチに好意を持っているが、本人には察してもらえず。コーイチと一緒にいるために嫌々釣りをしている割に、いつもラッキーで釣れてしまう少女。また天気運もよい。名前の由来は霞ヶ浦+北浦。
鎌田勝雄（かまた かつお）
コーイチ達の担任の若い男性教師。初登場時35歳。
貝沢潮（かいざわ うしお）
貝沢釣具店の店長。釣り業界の皇帝（カイザー）と呼ばれているが、ナニの方には奥手な若い男性。初登場時29歳独身。一人称は「俺」。
島野彩子（しまの さいこ）
コーイチ達の学校の英語担当の若い女性教師。初登場時24歳。名前の由来はシマノ+彩湖。ちょー太に負けない“女釣りどれん”。“日本一さっしの悪い女”としてまわりの男たちをふりまわしてしまう。
早女浦拓也（さめうら たくや）
人気アイドルグループ・MAPS（マップス）の一員の若い男性。芸能界No.1バサーを自負しているが、いつも釣りではちょー太にやられっぱなし。モテモテ男も“女釣りどれん”には相手にされず。
奥多摩富士夫（おくたまふじお）
コーイチ達の高校の1歳年上の先輩の少年。生物部部長。一人称は「私」。
日和ひより（ひわ ひより）
コーイチの妹でコーイチより1歳年下。初登場時中学3年生の少女。一人称は「私」。
魚雷ミサ（ぎょらいみさ）
雷魚釣りをしていた若い女性。一人称は「アタシ」。
ヒロスレ涼美（ひろすれ りょうび）
人気No.1天然系美少女アイドル。初登場時17歳。ロケの合間にサメタクと釣りに行きコーイチたちと出会う。主人公に対し好意を見せる言動を起こす。
湖北金一（こほく きんいち）
主人公たちの同級生で、推理小説的な釣り方をする漫画家志望の絵がへたくそな少年。
谷川真鯉（たにがわ まごい）
日和ひよりと同級生の少女。

## EX編からの登場人物
潮川海湖子（しおかわ みここ）
卒業を4ヶ月後に控えた短大生で就活を連続して失敗し、港で落ち込んでいるところで釣りをしていたコーイチと知り合う。